# Campanula aristata
Campanula aristata är en klockväxtart som beskrevs av Nathaniel Wallich. Campanula aristata ingår i släktet blåklockor, och familjen klockväxter. Inga underarter finns listade i Catalogue of Life.